# Johann Hermann Theodor Lysen
Johann Hermann Theodor Lysen († 4. November 1786 in Brilon) war Gewerke und Bürgermeister in Brilon von 1765 bis 1772.

## Leben
Seine Herkunft ist nicht belegt, der Familienname Lysen ist vermutlich eine Ableitung von Liese oder Liesen. Dies ist ein in der Umgebung von Brilon gebräuchlicher Name. Er war in zweiter Ehe mit Eva Elisabeth Unkraut, geb. Kannegießer verheiratet, die Ehe wurde 1763 geschlossen.
Der Jurist Dr. Lysen war Richter zu Hirschberg, Mülheim an der Möhne, Belecke und Rüthen. Er war Rentmeister und Syndikus der Ballei des Deutschen Ordens in Mülheim an der Möhne und führte den Titel eines Hofrates. Als Jagdadvokat des Herzogtums Westfalen war er ständiges Mitglied des Landtages. In mehreren Akten ist er als deputatus patriae benannt.
1759 wurde im Ratsprotokoll vermerkt, das Lysen und seiner Familie die Bürgerrechte verliehen wurden. Wegen seiner besonderen Verdienste um die Stadt (Welche das sind, ist nicht belegt) wurde auf das sonst fällige Bürgergeld verzichtet.
Im selben Jahr, im November  lehnten sein späterer Schwager Everhard Jodokus Kannegießer,  sowie ein weiterer Briloner Bürger die Wahl zum Bürgermeister ab. Die Wahl fiel auf Lysen, dieser nahm das Amt an. Insgesamt wurde er dreizehnmal zum Briloner Bürgermeister gewählt. Urkundlich erwähnt als Bürgermeister wurde er 1760, 1764, 1774, und 1780. Von 1765 bis 1772 war er Interimsbürgermeister, entgegen den Bestimmungen des Rates der Stadt wurde er, ohne die erforderliche Wartezeit von zwölf Monaten zwischen den Wiederwahlen vom Kürrat in das Amt gehoben, eine richterliche Entscheidung (das Urteil ist nicht überliefert) erfolgte erst 1772. Bis dahin blieb Lysen höheren orts bestättigt Bürgermeister.
Der erste Mann seiner Ehefrau war Inhaber und Anteilseigner an diversen Bergwerken, die Tätigkeit als Gewerke setzte Lysen fort. Unter anderem war er Mitinhaber am Galmeibergwerk in Brilon und an Schmelzhütten und Hammerwerken.
Ebenso hatte er landwirtschaftlichen Grundbesitz, 1777 bei der Viehschatzung wurden fünf Pferde, sieben Kühe, elf Schweine und  zwei Esel mit vier Talern und neunzehn Groschen besteuert. 1784 waren drei Knechte und drei Mägde in Lohn und Brot.
Lysen starb 1786 an einer schwierigen Auszehrkrankheit. Im Totenbuch wird er als consul providissimus huius civitates (als sehr fürsorglicher Bürgermeister dieser Stadt) geehrt.
Sein Erbe trat der Sohn Johann Heinrich Unkraut aus der ersten Ehe seiner Frau an.